# Kedougou (2015)
Kedougou je hlídková loď senegalského námořnictva. Jedná se o plavidlo typu OPV 45 loděnice Raidco Marine. Mezi jeho hlavní úkoly patří ochrana rybolovu, mise SAR, potírání pirátství a monitoring znečištění.

## Stavba

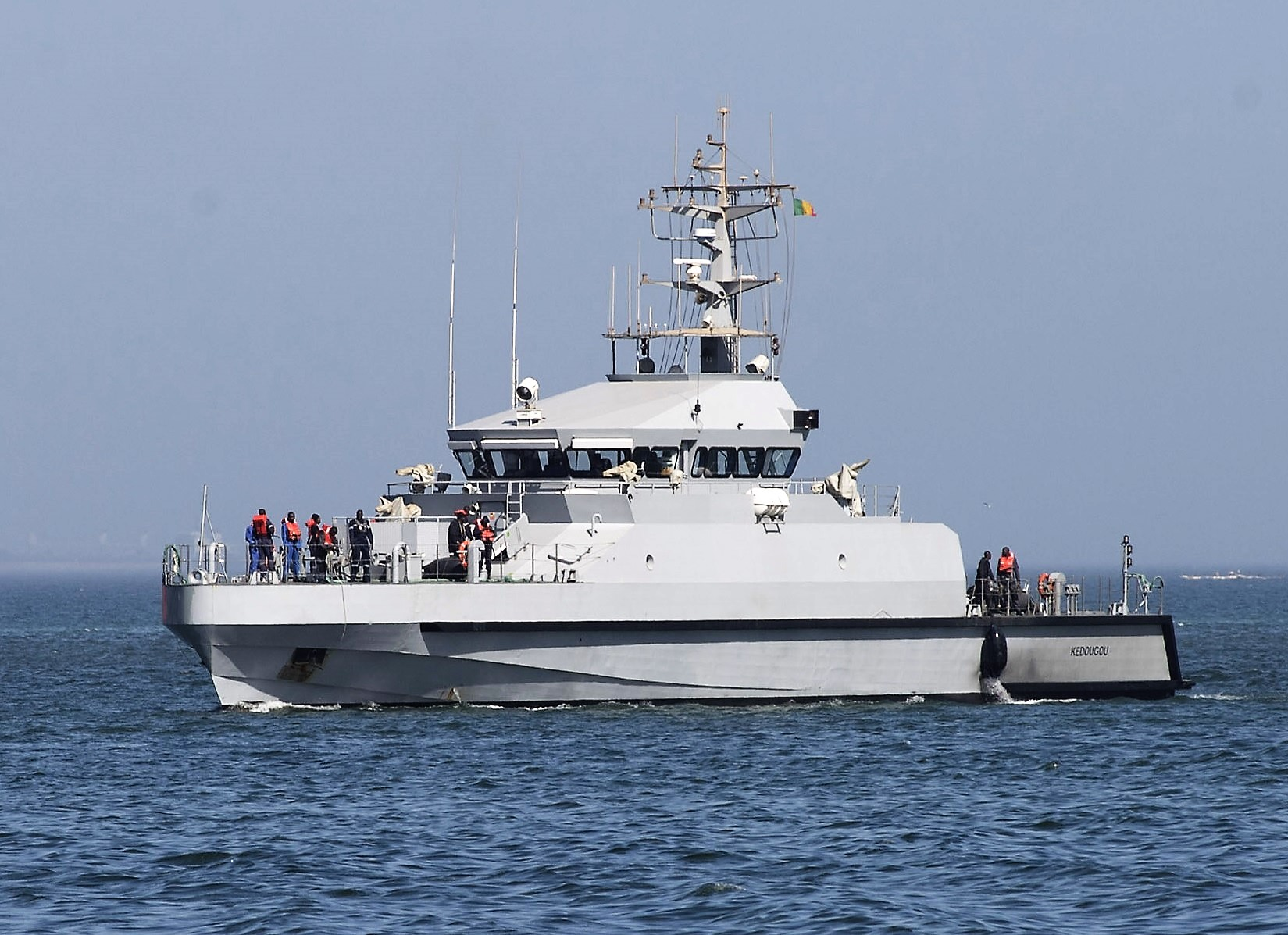
Kedougou

Stavba Kedougou byla objednána v březnu 2013 u francouzské loděnice Raidco Marine. Ta stavbu zadala jako subkontrakt loděnici STX France (obě sídlí v Lorientu). Na vodu bylo spuštěno 10. října 2014. Dne 2. dubna 2015 bylo předáno senegalskému námořnictvu.

## Konstrukce

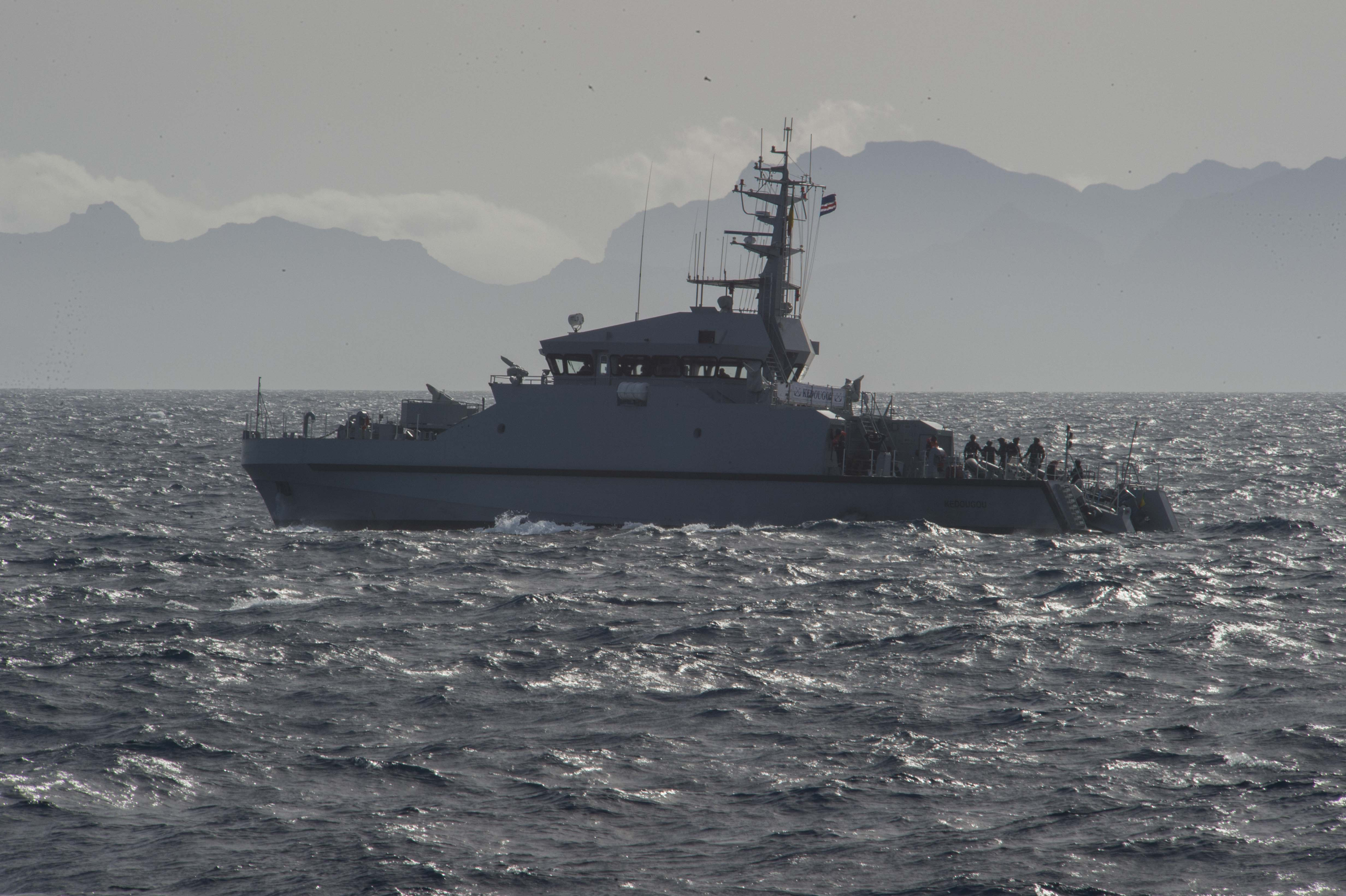
Kedougou

Trup je postaven z oceli a nástavba ze slitin hliníku. Kromě 17členné posádky má kajuty pro ubytování dalších osmi osob (např. výsadek speciálních sil). Základní výzbrojí je jeden 20mm kanón (lze instalovat zbraň do ráže 40 mm) a dva 12,7mm kulomety. Nese dva 6,2metrové rychlé inspekční čluny kategorie RHIB, které jsou na hladinu spouštěny rampou v záďovém zrcadle. Pohonný systém tvoří dva diesely Cummins, každý o výkonu 1940 kW, pohánějící dva lodní šrouby. Nejvyšší rychlost dosahuje 20 uzlů. Dosah je 2000 námořních mil a autonomie 10 dnů.